# Orthomorpha orophila
Orthomorpha orophila är en mångfotingart som beskrevs av Carl 1941. Orthomorpha orophila ingår i släktet Orthomorpha och familjen orangeridubbelfotingar. Inga underarter finns listade i Catalogue of Life.